# Jean-Paul Zehnacker
Raymond Jean-Paul Zehnacker (* 5. September 1941 in Mülhausen) ist ein französischer Schauspieler.

## Leben
1967 machte Jean-Paul Zehnacker seinen Abschluss am Conservatoire National Supérieur d’Art Dramatique und trat der Comédie-Française bei. Später war er am Théâtre des Célestins in Lyon unter der Regie von Jean Meyer 1976 der Eylert in Henrik Ibsens Hedda Gabler, als Javert der Gegenspieler von Jean Marais in Les Misérables und spielte 1977 unter Meyer den Hamlet. Seit 1968 steht er auch häufig vor Fernsehkameras. Nach seinem Jochanan in Salome spielte er die Titelrolle in Le retour de Jean und die Hauptrolle in Marcel Cravennes Miniserie La poupée sanglante. In Deutschland wurde er im Fernsehen bekannt mit der Serie Die Insel der dreißig Tode (1979) als Gegenspieler der Heldin Claude Jade, deren totgeglaubter diabolischer Mann Alexis Vorski. Claude Jade war 1986 auch am Theater seine Partnerin: in Vladimir Volkoffs Das Verhör. Im DDR-TV-Film Die große Reise der Agathe Schweigert, nach dem Roman von Anna Seghers, übernahm Zehnacker an der Seite Helga Görings die Rolle des „Yves“. In Frankreich spielte er im Kino neben Christian Clavier und Nathalie Baye in Je vais craquer!!! (1980).
Zehnacker war mit Ingrid Steeger liiert, an deren Seite er 1980 in Michael Pfleghars Serie Susi spielte.

## Filmografie (Auswahl)
- 1972: Die große Reise der Agathe Schweigert
- 1979: Die Insel der 30 Tode
- 2004: Cash Truck – Der Tod fährt mit (Le Convoyeur)